# Kontext (IT-Umfeld)
Kontext im IT-Umfeld bezeichnet jede Art von Information, die dazu verwendet werden kann, die Situation einer Entität in Interaktion mit anderen Entitäten zu charakterisieren. Da Kontext von der jeweiligen Interaktion abhängt, kann man für eine Information nicht pauschal beantworten, ob sie Kontext ist.
Kontext kann eine einzelne Information sein oder eine Kombination aus vielen Informationen unterschiedlicher Quellen oder verschiedener Zeitpunkte.
Kontext bildet die Grundlage kontextsensitiver Anwendungen.

## Beispiel
Ein Beispiel für diese Definition von Kontext ist eine Person, die mit ihrem Smartphone interagiert. Die Person selbst als auch das Smartphone sind miteinander agierende Entitäten. Kontext meint nun jede Information, welche die Interaktion zwischen beiden Entitäten beeinflusst.
Beispiele für solche kontextuellen Informationen könnten z. B. sein:
- der Ort
- Personen in der Umgebung
- der Zeitpunkt
- gerade laufende Applikationen
- die Person und ihr Smartphone.

Eine kontextsensitive Anwendung könnte nun Services anbieten, die auf diesen Kontext-Informationen basieren.